# NADH-dehydrogenase
NADH-dehydrogenase (ook wel NADH ubichinon-oxidoreductase genoemd) is een groot eiwitcomplex dat voorkomt in de mitochondriale elektronentransportketen. Het katalyseert de elektronenoverdracht van NADH naar co-enzym Q10 en transporteert daarbij waterstofionen over het binnenmembraan van mitochondriën in eukaryoten of het plasmamembraan in bacteriën. 
NADH-dehydrogenase is betrokken bij een centraal onderdeel van de stofwisseling en is daardoor essentieel voor het normaal functioneren van alle cellen. Wanneer mutaties optreden in NADH-dehydrogenase kan dit leiden tot een groot aantal (erfelijke) metabole stoornissen. Structuurdefecten van het eiwitcomplex zijn verantwoordelijk voor de ontwikkeling van verschillende pathologische processen zoals weefselbeschadiging na ischemie en ziekte van Parkinson.
NADH-dehydrogenase is het eerste enzymcomplex in de mitochondriale elektronentransportketen. Daarom staat het ook wel bekend als complex I. Er zijn nog twee andere enzymen die energieoverdracht mogelijk maken in de ademhalingsketen: het ubichinon:cytochroom c oxidoreductase (complex III) en cytochroom c oxidase (complex IV). Elektronen afkomstig uit NADH-moleculen verplaatsen zich van complex I naar complex III en dan naar complex IV. Complex I is het grootste en meest gecompliceerde enzym van de elektronentransportketen.

## Functie
NADH-dehydrogenase katalyseert de oxidatie van NADH in NAD+. Hierbij wordt co-enzym Q10 gereduceerd. Tijdens deze redoxreactie worden vier waterstofionen (protonen) over het binnenmembraan van het mitochondrion getransporteerd, waardoor een elektrochemisch gradiënt wordt aangelegd voor de aanmaak van ATP. Ook in de bacterie E. coli zorgt NADH-dehydrogenase voor het transport van protonen, omdat is aangetoond dat het bijdraagt bij de opbouw van een waterpotentiaal. In de tegenovergestelde richting is ook transport van natriumionen waargenomen, maar dit mechanisme is slechts gedeeltelijk ontrafeld.

### Mechanisme

NADH doneert twee elektronen, die via een gebonden cofactor (FMN) en acht ijzer-zwavelclusters (FeS) naar ubichinon (Q) zullen gaan. Tijdens de elektronen-overdracht vinden er conformatieveranderingen plaats waardoor drie protonen over het membraan gaan.

De redoxreactie vindt plaats in hydrofiele domein van NADH-dehydrogenase. Zodra NADH aan het enzymcomplex bindt, draagt het twee elektronen over aan een gebonden flavine-mononucleotide (FMN). De elektronen worden vervolgens via een reeks ijzer-zwavelclusters overgedragen aan co-enzym Q10 (ubichinon). De elektronenstroom verandert de oxidatietoestand van het enzymcomplex wat conformatieveranderingen van het eiwit veroorzaakt. In het hydrofobe gedeelte van het eiwitcomplex worden daardoor vier protonen uit de mitochondriale matrix naar de intermembraanruimte gepompt.
Voordat de elektronen aan ubichinon worden gegeven voor reductie, gaan de elektronen langs een reeks ijzer-zwavelclusters. Het laatste ijzer-zwavelcentrum heeft de hoogste elektronegativiteit (een aanzuigende kracht op de elektronen). Doordat de clusters dicht bij elkaar liggen kunnen de elektronen een langere afstand door het eiwitcomplex bewegen. De elektronenoverdracht van het NADH tot de laatste ijzer-zwavelcluster duurt daarbij ongeveer 100 μs.

## Structuur
NADH-dehydrogenase is een opvallend groot eiwitcomplex. Het bestaat bij zoogdieren uit 44 afzonderlijke in water oplosbare perifere membraaneiwitten, die zich verankeren in de mitochondriale membraanbestanddelen. Van functioneel belang is de flavine co-factor (FMN) en acht ijzer-zwavelcentra (FeS). Van de 44 subunits worden er zeven gecodeerd door het mitochondriaal DNA.
De algehele structuur van NADH-dehydrogenase is een L-vorm: in de lengte het transmembraandomein, bestaande uit ongeveer zestig membraanhelices, en in de breedte het hydrofiele (perifere) domein waarin NADH bindt en de redoxreacties worden gekatalyseerd. In prokaryoten wordt NADH-dehydrogenase opgebouwd uit dertien subunits. Deze worden gecodeerd door het zogenaamde nuo-operon.
Onderzoekers hebben met elektronspinresonantie geprobeerd vast te stellen welke route de elektronen volgen langs de diverse moleculen in het hydrofiele domein. Er blijken zeven ijzer-zwavelclusters een ketting te vormen richting de ubichinon-bindingsplaats. Het achtste centrum bevindt zich na deze bindingsplaats en zijn functie is onbekend. De clusters zijn in staat de snelheid van elektronenoverdracht te optimaliseren en zorgen voor efficiënte energieomzettingen in het NADH-dehydrogenase.